# Thyretarctia
Thyretarctia är ett släkte av fjärilar. Thyretarctia ingår i familjen björnspinnare.
Kladogram enligt Catalogue of Life:
| Thyretarctia | \| \| Thyretarctia brunneoaurantiaca \| \| \| \| \| \| Thyretarctia haematica \| \| \| \| |
|              | \| \| Thyretarctia brunneoaurantiaca \| \| \| \| \| \| Thyretarctia haematica \| \| \| \| |
|              | Thyretarctia brunneoaurantiaca                                                            |
|              |                                                                                           |
|              | Thyretarctia haematica                                                                    |
|              |                                                                                           |